# Leslie Djhone
Leslie Djhone (Abidjan, 1981. március 18. –) elefántcsontparti születésű francia atléta, futó.

## Pályafutása
2000-ben szerezte első nemzetközi sikerét a junior világbajnokságon elért ezüstérmével. Djhone a négyszer százas francia váltóval lett második a britek csapata mögött.
A 2002-es müncheni Európa-bajnokságon már a négyszer négyszázas váltóval volt eredményes. Bronzérmet szerzett, és ezt követően már kizárólag négyszázon versenyzett. Naman Keïta, Stéphane Diagana és Marc Raquil társaként új nemzeti rekorddal lett világbajnok 2003-ban.
Athénban szerepelt első alkalommal az olimpiai játékokon. Ekkor két versenyszámban indult. Egyéniben döntőig jutott négyszázon, ahol végül hetedik lett, míg hazája váltójával már a selejtezőkörben kiesett. A 2006-os göteborgi Európa-bajnokságon győzött a váltóval, valamint bronzérmes lett négyszázon. Pekingben egyedül ez utóbbi számban indult, és újfent eljutott a döntőig. Ott ötödik lett, mindössze 0,31 másodperces hátránnyal lemaradva a harmadik helyezett David Neville-től.

## Egyéni legjobbjai
- 100 méteres síkfutás - 10,55 s (2003)
- 200 méteres síkfutás - 20,67 s (2004)
- 400 méteres síkfutás (szabadtér) - 44,46 s (2007)
- 400 méteres síkfutás (fedett) - 45,54 s (2011)
- Távolugrás - 7,92 m (1999)